# Féminisme aux Pays-Bas
 (février 2020).

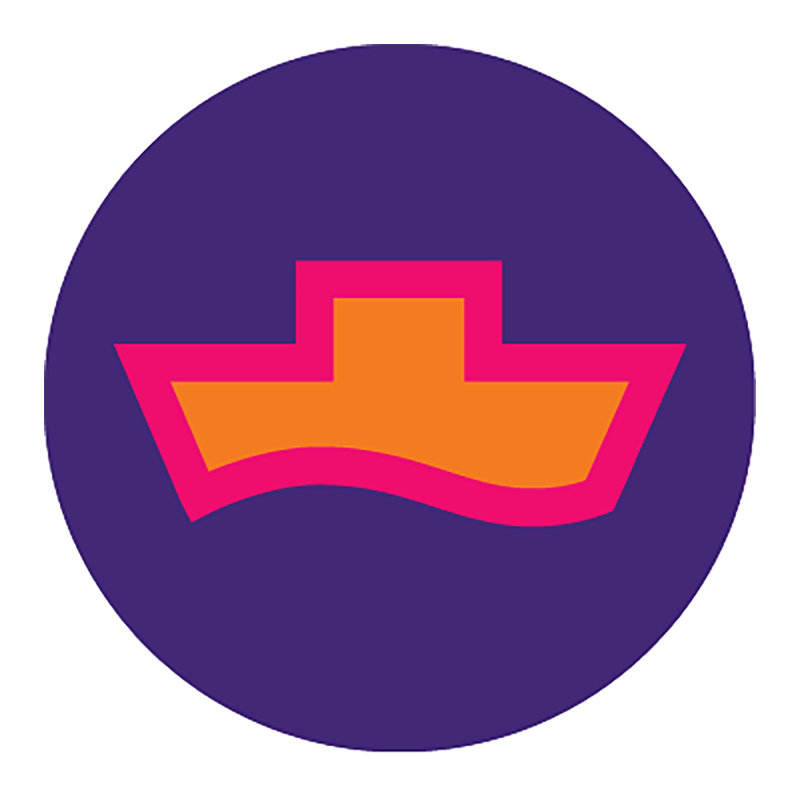
Logo officiel de Women on Waves, une organisation non-gouvernementale néerlandaise pro-choix crée en 1999 par Rebecca Gomperts, physicienne néerlandaise.

Le féminisme aux Pays-Bas a connu une histoire analogue à celle des autres pays européens. Cette page recense les principales personnalités des mouvements féministes aux Pays-Bas.

## Première vague
La première vague se situe entre 1850 à 1940 et repose sur trois sujets : le droit à l'éducation, au vote et au travail. Voici une présentation des femmes et des associations qui ont rendu ceci possible.

### Droit à l'éducation et au travail rémunéré
Quand de plus en plus de femmes ont commencé à travailler et de passer plus d'heures à travailler, elles ont commencé de souffrir de leurs responsabilités au foyer. Elles aussi avaient besoin de temps pour elles-mêmes après une journée de travail au lieu d'avoir à prendre soin des enfants, du mari et de la maison. Les femmes aussi devaient avoir la possibilité d'aspirer à autre chose que le mariage et la maternité.
Anna Barbara van Meerten-Schilperoort (1778-1853) est désignée comme la fondatrice du mouvement organisé pour les droits des femmes aux Pays-Bas. En 1832, elle entame un travail philanthropique pour améliorer les conditions de vie des femmes détenues et, en 1841, elle fonde l'association caritative Hulpbetoon aan Eerlijke en Vlijtige Armoede, qui est la première organisation féminine aux Pays-Bas. 
L'auteure Betsy Perk (1833-1906) est l'une des premières à donner une impulsion à un mouvement féministe aux Pays-Bas. En 1871, elle crée l'association pour femmes Arbeid Adelt (« Le travail valorise »), qui vise à aider les femmes célibataires de la classe moyenne et plus haut à avoir un propre revenu. L'association vendait les ouvrages produits par les membres. Perk était un phénomène rare dans son temps ; une femme de lettre, célibataire et qui gagnait sa vie grâce à ses écrits. De plus que, cela lui suffisait pour donner sens à sa vie.
Betsy Perk a collaboré avec Mina Kruseman (1839–1922) qui tenait des propos beaucoup plus radicaux. Selon elle, toute femme doit avoir la possibilité de gagner son pain de manière honorable. Elle estimait que l'existence de la femme prédéterminée à se marier n'était pas différente de celle d'une prostituée. Selon Kruseman, les deux se mettent à disposition d'un homme, temporairement ou à vie, pour de l'argent. Pour que les femmes aient le contrôle sur leurs destinée, le droit à l'éducation et au revenu sont primordiaux.
Avec l'association, les femmes ont montré avoir le désir de gagner de l'argent avec leur travail, une chose impensable à cette époque. Betsy Perk a également créé le journal Onze Roeping (« Notre Vocation »), qui avait comme but de plaider que l'emploi n'était pas un danger pour le mariage et la maternité.

### Droit de vote
L'objectif primaire des féministes de la première vague était le droit de vote. Aux Pays-Bas des années 1950 du XVIII, seuls les hommes payant un certain montant de taxe avaient le droit de vote. Deux femmes se distinguent dans la lutte pour le vote général, Wilhelmina Drucker (1847 – 1925) et Aletta Jacobs (1854 – 1929). Cette dernière est la figure féministe la plus connue, car elle était la première femme à finaliser des études universitaires et la première à pratiquer la médecine. Elle ouvre une pratique à Amsterdam et s'intéresse aux problèmes concernant la prostitution et les préservatives.
En 1883, Aletta Jacobs intente une poursuite judiciaire car la hauteur de ses revenus lui donnait le droit au vote, mais elle se voit refuser sa demande. Quatre ans plus tard la loi est modifiée pour explicitement interdire aux femmes le droit de vote. En tant que présidente du Vereeniging voor Vrouwenkiesrecht (« Association pour le droit de vote pour les femmes »), elle s'engage à lutter pour se droit. En 1917, les femmes reçoivent le droit de se porter candidate. À la suite de cette décision la première femme (la féministe Suze Groeneweg du Parti social-démocrate des ouvriers (SDAP) est élue au parlement en 1918. En 1919, la femme acquiert le droit de vote actif.
Le Vereeniging voor Vrouwenkiesrecht est issu de l'association Vrije Vrouwen Vereeniging (Association de Femmes Libres), créé par Wilhelmina Drucker en 1889 pour lutter pour l'égalité entre les sexes. Elle tenait à que son association soit libre de parti, de dogme et de classe. Drucker était fortement motivée par son passée car elle a grandi dans la pauvreté en tant que fille illégitime. Elle était écrivaine et active dans la politique socialiste.

## Seconde vague
Le début de la seconde vague aux Pays-Bas est situé à la publication de l'article Het onbehagen bij de vrouw (« le désagrément chez la femme ») dans la revue De Gids en 1967. Joke Smit, l'auteure, se demande si elle est la seule femme à ressentir de l'insatisfaction vis-à-vis de sa position en tant que femme. À la suite des nombreuses réactions qu'elle reçoit à propos de la publication, Joke Smit crée le Man-Vrouw-Maatschappij (MVM) « Société-Homme-Femme » avec Hedy d'Ancona. Notez que toutes les associations féministes regroupent des hommes et des femmes.
Les féministes néerlandaises pouvaient suivre ce qui se passait à l'étranger parce que la plupart maîtrisaient au moins une langue étrangère. Cela explique comment Le Deuxième Sexe de Simone de Beauvoir et The Feminin Mystique de Betty Friedan ont inspiré Joke Smit à exprimer sa critique au sujet de la dépendance de la femme mariée qui ne pouvait aspirer qu'à la maternité. Elle propose la réduction du temps de travail pour que le couple puisse concilier le travail avec le soin des enfants. L'avortement est également abordé comme un choix que la femme devrait avoir en cas de grossesse indésirable.
Un autre groupe d'action important est Dolle Mina, qui se revendique comme féministe radicale de gauche. Formé en 1969, le groupe menait des actions ludiques pour demander l'attention pour les injustices envers les femmes. Le groupe prenait comme exemple les femmes militantes des États-Unis. Il adopte le nom Dolle Mina, pour se placer dans la tradition de Wilhelmina Drucker, surnommée IJzeren Mina (« Mina de fer »), qui se battait pour les mêmes objectifs que le groupe.
Un groupe à la structure atypique est Paarse September (« Septembre Pourpre »), qui, contrairement aux autres, refusait d'entrer en dialogue avec les hommes et proclamait qu'être lesbienne est un choix politique. Le groupe est formé par quatre femmes et refusait d'accepter des nouvelles membres. Le groupe a critiqué le COC Nederland (la plus grande et ancienne association homosexuelle des Pays-Bas et au monde) pour deux raisons. D'une part, il trouvait que les femmes étaient minoritaires dans l'association. Et deuxièmement, les brochures du COC ne parlaient de l'expérience de l’homophilie que du point de vue masculin. Paarse September met en avant que l'expérience de la lesbienne est différente, puisqu'elle doit déterminer son statut en tant que femme avant de pouvoir déterminer son statut en tant qu'homosexuelle. Les questions d'avortement, de travail et de violence sexuelle ne pouvaient pas être abordées (de la même manière) par les homosexuels.

## Troisième vague
Dans les années 90, il y a à nouveau des voix qui se lèvent contre l'injustice faite au femmes. Il semblerait que le mouvement est le plus fort aux États-Unis. Aux Pays-Bas, des femmes des groupes sociaux minoritaires lèvent la voix contre l'injustice dans leurs milieux culturels. On peut citer l'auteure Naima El Bezaz et la femme politique Ayaan Hirsi Ali.